# Eurodryas orientalis
Eurodryas orientalis is een vlinder uit de familie Nymphalidae. De wetenschappelijke naam van de soort is, als Melitaea orientalis, voor het eerst geldig gepubliceerd in 1851 door Gottlieb August Wilhelm Herrich-Schäffer.